# Wanisodo
Wanisodo is een bestuurslaag in het regentschap Bondowoso van de provincie Oost-Java, Indonesië. Wanisodo telt 726 inwoners (volkstelling 2010).